# Nini Haslund Gleditsch
Ingrid Margaret Haslund, coneguda com a Nini Haslund Gleditsch (Moss, 28 de juny de 1908 - Oslo, 25 de juliol de 1996) va ser una activista política noruega i defensora de la pau.

## Trajectòria
Era filla de l'agent d'educació Johannes Emmanuel Haslund i Aagot Mathilde Løken.
Mentre treballava com a fustera a Copenhaguen a finals de la dècada de 1920 va formar part del cercle que envoltava l'organització Clarté. Es va mudar a Oslo per a estudiar en 1930. A principis d'aquesta dècada es va unir a l'organització d'esquerres Mot Dag. Es va casar amb l'activista i geodesista Kristian Gleditsch en 1934. Va treballar a l'editorial Fram Forlag, i va contribuir al desenvolupament de l'enciclopèdia dels treballadors Arbeidernes Leksikon. Va participar en la Guerra Civil Espanyola ebtre 1937 i 1939, per organitzar l'ajuda humanitària internacional. Va organitzar una expedició sanitària amb aliments, roba, material mèdic i quirúrgic dirigida a Alcoi. També es va dedicar a la selecció de personal sanitari voluntari per a que treballara a l'Hospital Suec-Noruec. Ací es va dedicar a fer classes als soldats analfabets, va crear una biblioteca, va muntar un xicotet orfenat i va col·laborar en la formació sanitària de les infermeres alcoianes mitjançant cursos de cures i vendatges.
Durant la Segona Guerra Mundial va participar en el vol del Ministeri d'Hisenda Nacional Noruec a Anglaterra en 1940, en l'etapa entre Åndalsnes i Tromsø. Ella i el seu marit van ser responsables del transport amb cotxe dos cofres amb bitllets d'Åndalsnes a Molde. Un terç de l'or va ser enviat amb el creuer britànic HMS Galatea d'Åndalsnes al Regne Unit, mentre 24 camions van portar la resta a Molde. Nini va seguir el transport de quatre carregaments d'or per vaixell de Molde a Tromsø. La primera part amb el vaixell de vapor SS Driva, i més tard deu tones d'or van ser distribuïdes en vaixells de pesca més xicotets. Durant el transport Driva va ser atacat per bombarders alemanys, però va poder fugir de les bombes. Nini aleshores treballava per al Ministre Anders Frihagen al Ministeri de Comerç a Balsfjord. Quan Terje Wold es va fer càrrec del Ministeri, Haslund Gleditsch va començar treballar per Trygve Lie al Ministeri de Subministres. Es va embarcar al creuer britànic HMS Devonshire de Tromsø a Greenock a Escòcia, juntament amb part del Govern noruec i la Família Reial noruega. De 1940 a 1945 va treballar com a secretària amb el Ministeri d'Afers Exteriors al govern noruec exiliat a Londres.
A la dècada dels 50, va participar activament en organitzacions feministes, i també va coeditar la revista Kvinnen og Tiden entre 1953 i 1955. Juntament amb el seu marit va escriure el llibre de memòries Glimt fra kampårene, publicat en 1954. Va treballar a l'Oficina Central de Estadístiques de Noruega de 1960 a 1978. Va ser co-fundadora de l'editorial política Pax Forlag en 1964. Durant l'última etapa de la seua vida va formar part activament en l'organització antinuclear Bestemødre mot atomvåbolígraf (Àvies contra les armes nuclears).

## Llibres seleccionats
- Glimt fra kampårene, 1954. (Amb Kristian Gleditsch)
- Vær utålmodig menneske!, 1980.